# Stromanpassung
Werden eine elektrische Energiequelle und ein elektrischer Verbraucher in einer elektrischen Schaltung direkt miteinander verbunden, so wird unter Stromanpassung die Bedingung verstanden, unter welcher der maximale elektrische Strom festgestellt wird. Ferner wird darunter eine Handlung verstanden, durch die der maximale Strom erreicht wird.

Ersatzschaltbild einer linearen Stromquelle (mit Verbraucher)

Diese Anpassung wird durch das Verhältnis von Innenwiderstand {\displaystyle R_{\text{i}}} der Quelle (oder ihrem Ausgangswiderstand) und Lastwiderstand {\displaystyle R_{\text{V}}} der Senke (oder Eingangswiderstand des Verbrauchers) beschrieben. Realisiert wird die Stromanpassung bei Verwendung einer Quelle in der Ausführung als lineare Stromquelle dann, wenn von der erzeugten Stromstärke {\displaystyle I_{\text{K}}} der Anteil durch {\displaystyle R_{\text{V}}} möglichst groß und der Anteil durch {\displaystyle R_{\text{i}}} möglichst klein ist. Das erfordert
{\displaystyle R_{\text{V}}\ll R_{\text{i}}}.
Der Wirkungsgrad einer Stromquelle lässt sich als Funktion des Widerstandsverhältnisses {\displaystyle R_{\text{V}}/R_{\text{i}}} angeben und zwar, anders als bei einer Spannungsquelle, durch
{\displaystyle \eta _{\text{I}}={\frac {1}{1+{\frac {R_{\text{V}}}{R_{\text{i}}}}}}}.
Er ist umso größer, je besser die Ungleichung oben erfüllt ist, und liegt dann nahe bei 100 %.
Der Umstand, dass der Lastwiderstand kleiner (niederohmiger) ist als der Innenwiderstand der Stromquelle, führt zur Bezeichnung Unteranpassung. Überwiegend, aber nicht einheitlich, steht sie für {\displaystyle R_{\text{V}}<R_{\text{i}}} und sagt lediglich etwas aus über die Nichteinhaltung der Leistungsanpassung.